# Eusebius (Kämmerer des Honorius)
Eusebius († 409) war ein spätantiker römischer Oberkämmerer (praepositus sacri cubiculi).
Eusebius, wohl ein Eunuch, stieg am weströmischen Hof des Kaisers Flavius Honorius auf, der sich seit 402 in der Festung Ravenna aufhielt. Honorius stand zunächst unter der Vormundschaft des Heermeisters Stilicho. Nach dessen Sturz und Ermordung im Jahr 408 gelangte zunächst der magister officiorum Olympius, der Stilichos Sturz selbst mit herbeigeführt hatte, in eine einflussreiche, den Kaiser dominierende Stellung. Dieser wurde jedoch seinerseits bereits 409 von den kaiserlichen Kämmerern gestürzt. Der Oberkämmerer Terentius, der Olympius wohl mit gestürzt hatte, musste aber seinerseits weichen, als eine Revolte der Soldaten in der kaiserlichen Residenz Ravenna ausbrach. Diese Revolte war laut dem Historiker Zosimos von dem Prätorianerpräfekten Iovius und dem Kommandeur der Leibgarde (comes domesticorum) Allobichus instigiert worden. Auf Druck der Soldaten wurden die Heermeister Turpilio und Vigilantius ermordet und der Oberkämmerer Terentius in den Osten geschickt. An seiner Stelle wurde Eusebius Oberkämmerer (praepositus sacri cubiculi); Allobichus übernahm die Position des Vigilantius als Heermeister der Kavallerie (magister equitum).
Als praepositus sacri cubiculi war Eusebius Oberaufseher des kaiserlichen Schlafzimmers und hatte dadurch direkten Zugang zu Kaiser Honorius. Er hatte außerdem einen Stab von Kämmerern (cubicularii) unter sich, die eine eigene Verwaltungsstruktur am Kaiserhof bildeten. Wenig später verließ der Prätorianerpräfekt Iovius Ravenna, um mit dem Westgotenführer Alarich zu verhandeln, der in Rom den Stadtpräfekten Priscus Attalus zum Gegenkaiser hatte ausrufen lassen. In dieser Phase scheint Eusebius in Ravenna eine besondere Machtposition besessen zu haben. Allerdings wurde er, wie der zeitgenössische Historiker Olympiodoros von Theben berichtet, schon wenig später auf Veranlassung des nunmehrigen Heermeisters Allobichus demonstrativ vor den Augen des Kaisers brutal hingerichtet.